# Grand Prix Rik Van Looy
Le Grand Prix Rik Van Looy (en néerlandais : Grote Prijs Rik Van Looy) est une course cycliste masculine disputée entre Westerlo et Herentals, dans la province d'Anvers, en Belgique.
Elle est organisée en hommage au champion cycliste Rik Van Looy né en 1933 et surnommé l'Empereur d'Herentals. Sa première édition a eu lieu en 2018 et était réservée aux coureurs de moins de 23 ans. Depuis 2022, elle est courue par les professionnels et fait partie de l'UCI Europe Tour, en catégorie 1.2. En 2023, la distance de la course est de 176,8 km. L'arrivée se situe sur Grote Markt (Grand Place) à Herentals.

## Palmarès
| Année          | Vainqueur          | Deuxième            | Troisième                 |
| -------------- | ------------------ | ------------------- | ------------------------- |
| Espoirs        |                    |                     |                           |
| 2018           | Brent Van Moer     | Niels Boele         | Jelle Schuermans          |
| 2019           | Viktor Verschaeve  | Lennert Teugels     | Thomas Vereecken          |
| 2020           | annulée            | annulée             | annulée                   |
| 2021           | Louis Blouwe       | Cériel Desal        | Luca De Meester           |
| Professionnels |                    |                     |                           |
| 2022           | Coen Vermeltfoort  | Rasmus Bøgh Wallin  | Sebastian Kirkedam Larsen |
| 2023           | Rasmus Bøgh Wallin | Gianluca Pollefliet | Pieter Van Laer           |
| 2024           | Simon Dehairs      | Davide Bomboi       | Tim Torn Teutenberg       |